# Orphanet
Orphanet 是一個提供孤兒藥物及罕見疾病資訊的歐洲網站。該網站包含醫生和病人等之資訊。其行政辦公室位於巴黎，其官方醫學期刊(Medical journal)是由BioMed Central代理所出版的Orphanet罕見疾病期刊。
該網站是由Inserm所領導的35個國家的學術機構聯盟進行管理的。

## 外部連結
- 官方网站